# Oscar Behm
Carl Oscar Behm, född 24 december 1867 i Sibbo, död 1 juni 1933 i Borgå, var en finlandssvensk författare, journalist, lantbrukare.

## Biografi
Behm föddes i ett lantbrukarhem. Han gick i handelsskola 1886-1888 och lantbruksskola 1893. Åren 1894-1911 var han arrendator och blev därefter godsförvaltare i Kyrkslätt. Han var även verksam som journalist och bland annat redaktör vid Wasa-Posten 1899-1900.
I sitt skönlitterära författarskap är Behm en representant för folklivsskildrarna i den finlandssvenska litteraturen, vars storhetstid inträffade halvseklet 1880-1930.  

### Skönlitteratur
- Folklif : berättelse från Nyland. Helsingfors: G. W. Edlund. 1886. Libris 20211177. http://hdl.handle.net/2077/52096
- En gammal soldat : en lefnadssaga. Skrifter utg af Svenska folkskolans vänner ; 15. Helsingfors. 1887. Libris hrw3ncv5fk95sf2j. http://hdl.handle.net/2077/58127
- Under rasten : skildringar ur nyländska allmogelifvet. Borgå: Söderström. 1887. Libris 17062588 Fulltext: Göteborgs universitetsbibliotek, Doria.
- Små strider : noveller och skizzer. Åbo. 1889. Libris 21702477. http://hdl.handle.net/2077/54007
- I skumrasket : skizzer och berättelser. Helsingfors: Söderström. 1895. Libris 22102358. http://hdl.handle.net/2077/54618
- Landsbor : berättelser. Helsingfors: Söderström. 1913. Libris 2552713. http://urn.fi/URN:NBN:fi-fd2016-00011684
- Nödtider och brytningsår. Helsingfors: Söderström. 1922. Libris 2552714. http://urn.fi/URN:NBN:fi-fd2016-00011679
- Hos nämndemans : skådespel i en akt. Borgåbladets teaterbibliotek ; 8. Borgå. 1927. Libris 2552712
- Berättelser i urval / med en inledning av P.O. Barck. Helsingfors: Söderström. 1936. Libris 2552710

### Varia
- Finska Sågverksägarnes Lantbruksförening 1903-1928 : festskrift utgiven med anledning av Finska Sågverksägarnes Lantbruksförenings 25-åriga verksamhet. [Helsingfors]. 1928. Libris 2552711
- Nylands och Tavastehus läns lantbrukssällskap 1856-1931 : en minnessskrift. Helsingfors. 1931. Libris 1974713
- Firman J.W. Enqvists historik 1850-1930. [Tampere]: W. Jensen. [1983]